# North Decatur
North Decatur est une census-designated place située dans le comté de DeKalb, dans l’État de Géorgie, aux États-Unis. Lors du recensement de 2020, elle comptait 18 511 habitants.